# Erioscelis columbica
Erioscelis columbica är en skalbaggsart som beskrevs av S. Endrödi 1966. Erioscelis columbica ingår i släktet Erioscelis och familjen Dynastidae. Inga underarter finns listade i Catalogue of Life.